# Ciampino Aniene AnniNuovi Calcio a 5
Lo Sporting Ciampino Futsal, nota anche come Ciampino Futsal, è stata una società di calcio a 5 italiana con sede a Roma.

## Storia

### La gloriosa scalata
In soli 6 anni l'Aniene è riuscita ad arrivare nella massima serie, senza mai restare più di un singolo anno nello stesso campionato. Record assoluto per il calcio a 5. La squadra è stata creata nell'estate del 2013 da Alessio e Gabriele Vinci e da quel momento ogni anno è vittoria. Si parte subito con la vittoria della Coppa Lazio in Serie D. Dopo la vittoria nei play-off di Serie C2 c'è una rivoluzione totale, l'unico giocatore a rimanere è capitan Adriano Santonico. L'annata successiva è ricca di soddisfazioni per la compagine nero-verde, con la conquista della Coppa Lazio di Serie C1 (4-1 in finale all'Active Network) e la vittoria del campionato di C1, con l'impresa delle 26 vittorie su 26 e un 30-0 contro il Colleferro all'ultima giornata. Nell'estate 2017 avviene la fusione con l’History Roma 3Z di Biasini e Zaccardi: nasce la Virtus Aniene 3Z 1983. Nella stagione 2017-18 arriva la conquista della Serie B, vinta alla penultima giornata contro la Mirafin grazie ad un goal di Sanna a 18 secondi dalla fine. L'A2 si chiude con un quarto posto, raggiunto grazie ad una scalata di mister Mauro Micheli; sarà solo il Sandro Abate di Avellino a bloccare la squadra capitolina nel ritorno dei Play-off per salire di categoria ancora una volta.
Nell'agosto del 2019 arriva l'incredibile notizia: l'Aniene è stata ufficialmente ripescata in Serie A dopo la richiesta effettuata precedentemente in federazione. Da qui lo scettro di presidente passa ad Andrea Mestichella, ruolo che fino a quell'anno è stato nelle mani del fondatore Alessio Vinci. Il nome viene cambiato, grazie anche alla rivoluzione effettuata e al main sponsor, in Cybertel Aniene Calcio a 5. Entrano in società Roberto Faziani, Marco Riccialdi e Alessandro Macera. E, inoltre, il nuovo mister è Massimiliano Mannino, il quale dopo la 4ª giornata di campionato e la vittoria solo ai rigori contro l'Olimpus Roma (Serie A2) in Coppa Divisione, viene esonerato e viene nominato ufficialmente allenatore Alessio Medici. Nella metà di dicembre dello stesso anno Medici viene rimosso dall'incarico e torna l'allenatore protagonista dell'impresa dei play-off in A2, Mauro Micheli, il quale ha come vice l'ex giocatore della squadra capitolina Francesco Milani. Nel marzo del 2020 il campionato viene bloccato per Covid-19; la Cybertel, posizionata al momento in zona play-out, riesce a rimanere in Serie A organizzando una rivoluzione della squadra.
Nel 2021 si fonde al Ciampino Anni Nuovi Calcio a 5, assumendo la denominazione Ciampino Aniene AnniNuovi Calcio a 5.

## Cronistoria
| Cronistoria del Sporting Ciampino Futsal |
| --- |
| - 2013 · Fondazione della Virtus Aniene. - 2013-14 · 9ª nel girone G di Serie D. - 2014-15 · 2ª nel girone F di Serie D. Promossa in Serie C2. Vince la Coppa Lazio di Serie D. (1º titolo). - 2015-16 · 2ª nel girone C di Serie C2. Promossa in Serie C1. Vince i play-off. - 2016-17 · 1ª nel girone B di Serie C1. Promossa in Serie B. Vincitrice della Coppa Italia regionale (1º titolo). - 2017 · Fusione con l'History Roma 3Z, assume la denominazione Virtus Aniene 3Z 1983. - 2017-18 · 1ª nel girone E di Serie B. Promossa in Serie A2 Finalista della Coppa Italia di Serie B. Quarti di finale della Coppa della Divisione. - 2018-19 · 4ª nel girone B di Serie A2. Ripescata in Serie A. 1º turno dei play-off. 1º turno della Coppa della Divisione. 1º turno di Coppa Italia di Serie A2. - 2019 · Assume la denominazione Cybertel Aniene C5. - 2019-20 · 13ª in Serie A. Ottavi di finale della Coppa della Divisione. - 2020-21 · 12ª in Serie A. Turno preliminare di Coppa Italia - 2021 · Fusione con il Ciampino Anni Nuovi Calcio a 5, assume la denominazione Ciampino Aniene AnniNuovi Calcio a 5. - 2021-22 · 8ª in Serie A. Quarti di finale playoff - 2022-23 · 11ª in Serie A. Ottavi di finale della Coppa della Divisione. Ottavi di finale di Coppa Italia - 2023 Assume la denominazione Sporting Ciampino Futsal - 2023-24 · 15ª in Serie A. Retrocessa in Serie A2 Elite Ottavi di finale della Coppa della Divisione. Ottavi di finale di Coppa Italia - 2024 Società inattiva . |

## Colori e simboli

### Colori
I colori attuali del Ciampino Aniene sono giallo, nero, rosso e blu. Dal 2013 al 2017 sono stati il nero e il verde e nella parentesi "3Z" (2017-2019) il giallo e il blu.

### Simboli
Nello scudetto Giallo-Nero è rappresentato il leone, celebre simbolo della società.

## Strutture

### Palazzetto
Il Ciampino Aniene gioca le partite interne presso il Pala Tarquini di Ciampino.

## Società

### Organigramma
- Andrea Mestichella - Presidente
- Alessio Vinci - Responsabile area sport
- Gabriele Vinci - Responsabile area economia
- Alessandro Macera - Responsabile area marketing
- Roberto Faziani - Responsabile settore giovanile

## Palmarès

### Competizioni nazionali
- Campionato di Serie B: 1

2017-2018 (girone E)

## Statistiche e record
| Livello | Categoria | Partecipazioni | Debutto   | Ultima stagione |
| ------- | --------- | -------------- | --------- | --------------- |
| 1°      | Serie A   | 2              | 2019-2020 | 2021-2022       |
| 2°      | Serie A2  | 1              | 2018-2019 | 2018-2019       |
| 3°      | Serie B   | 1              | 2017-2018 | 2017-2018       |
| 4°      | Serie C1  | 1              | 2016-17   | 2016-17         |
| 5°      | Serie C2  | 1              | 2015-16   | 2015-16         |
| 6°      | Serie D   | 2              | 2013-2014 | 2014-2015       |

## Organico
Rosa aggiornata al 2022.
| N° | Naz.                 | Ruolo | Sportivo           | Anno |  |  |
| -- | -------------------- | ----- | ------------------ | ---- |  |  |
| 1  | Italia (bandiera)    | POR   | Andrea De Filippis | 1980 |  |  |
| 17 | Italia (bandiera)    | POR   | Mirco Casassa      | 1992 |  |  |
| 16 | Italia (bandiera)    | POR   | Mattia Mazzaglia   | 2003 |  |  |
| 14 | Argentina (bandiera) | LAT   | Lucas Diaz         | 1997 |  |  |
| 9  | Italia (bandiera)    | UNI   | Francesco Liberti  | 1995 |  |  |
| 21 | Italia (bandiera)    | LAT   | Gianluca Ferretti  | 2001 |  |  |
| 18 | Italia (bandiera)    | LAT   | Daniele Carmeni    | 2004 |  |  |
| 10 | Brasile (bandiera)   | UNI   | Gabriel Pina       | 1993 |  |  |
| 89 | Brasile (bandiera)   | LAT   | Portuga            | 1989 |  |  |
| 20 | Brasile (bandiera)   |       | Joao Salla         | 1996 |  |  |
| 93 | Brasile (bandiera)   | LAT   | Brunno Serpa       | 1993 |  |  |
| 19 | Colombia (bandiera)  | PIV   | Richar Gutierrez   | 1987 |  |  |
| 22 | Italia (bandiera)    | POR   | Manuel Mazza       | 2004 |  |  |
| 5  | Argentina (bandiera) |       | Lucio Thorp        | 1996 |  |  |

### Staff tecnico
- Daniel Ibanes - Allenatore
- Fabrizio Davide - ViceAllenatore
- Federico Mercuri - Preparatore Atletico
- Scalchi Enrico - Preparatore dei Portieri
- Daniele Caretti - Dirigente Accompagnatore

- Elvio Bultrini - Logistica